# Комптън (Бъркшър)
Комптън (на английски: Compton) е село в графство Бъркшър, южна Англия. Населението му е около 1600 души (2011).
Разположено е на 106 метра надморска височина в Бъркшърско-Марлбърските хълмове, на 21 километра западно от Рединг и на 26 километра южно от Оксфорд. Селската църква е построена през XIII век, а днес селището е предимно земеделско.

## Известни личности
Родени в Комптън
- Насо Уилям Синиър (1790 – 1864), икономист